# 미션 이스탄불
《미션 이스탄불》(Mission Istaanbul)은 인도에서 제작된 아푸바 라키아 감독의 2008년 액션 스릴러 영화이다. 아비쉑 밧찬 등이 주연으로 출연하였고 슈닐 쉐티 등이 제작에 참여하였다.

## 출연

### 주연
- 아비쉑 밧찬

### 조연
- 브렌트 멘덴홀
- 비벡 오베로이
- 슈닐 쉐티
- 쉬리야 사란